# Vestkystshiphop
Vestkystshiphop er en hip hop musik som omfatter alle musikere og alt musik i det vestlige region i USA, i modsætning til østkystshiphop, som oprindeligt kun havde base i New York. Gangsta rap er en undergenre som begyndte med at dominere i radioerne i begyndelsen af 1990'erne.
| Musik | Spire Denne musikartikel er en spire som bør udbygges. Du er velkommen til at hjælpe Wikipedia ved at udvide den. |